# Johovac (Bijeljina)
Pour les articles homonymes, voir Johovac.
Johovac (en serbe cyrillique : Јоховац) est un village de Bosnie-Herzégovine. Il est situé sur le territoire de la ville de Bijeljina et dans la république serbe de Bosnie. Selon les premiers résultats du recensement bosnien de 2013, il compte 318 habitants.

## Géographie
Le village est situé à la frontière entre la Bosnie-Herzégovine et la Serbie, au bord de la rivière Drina, un affluent droit de la Save.

## Démographie

### Évolution historique de la population dans la localité
| 1948 | 1953 | 1961 | 1971 | 1981 | 1991 | 2013 |
| ---- | ---- | ---- | ---- | ---- | ---- | ---- |
| 238  | 274  | 336  | 343  | 324  | 338  | 318  |

|  |

### Communauté locale
En 1991, Johovac faisait partie de la communauté locale de Ruhotina-Johovac qui comptait 784 habitants, répartis de la manière suivante :

## Personnalité
Le footballeur Savo Milošević est né dans le village en 1973.